# Thomas Thynne, Viscount Weymouth
Thomas Thynne, Viscount Weymouth (* 9. April 1796; † 16. Januar 1837 in Shanks House, Dorset) war ein britischer Adliger und Politiker. Er war Titelerbe des Marquess of Bath und wurde einmal als Abgeordneter für das House of Commons gewählt, starb jedoch kurz vor dem Tod seines Vaters.
Thomas Thynne entstammte der Familie Thynne. Er war der älteste Sohn von Thomas Thynne, 2. Marquess of Bath und von Isabella Elizabeth Byng, einer Tochter von George Byng, 4. Viscount Torrington. Er besuchte 1811 das Eton College und studierte ab 1814 am St John’s College in Cambridge, wo er 1816 seinen Abschluss als Master machte. Als Heir apparent seines Vaters führte er den Höflichkeitstitel Viscount Weymouth und wurde 1816 Hauptmann der Yeomanry von Wiltshire. Als Schützling des Diplomaten Lord Clangarty begleitete er diesen auf das europäische Festland, bis er von Clangarty zurückgeschickt wurde, da er aufgrund fehlender Schreibkompetenz keine Hilfe für ihn sei. Bei der Unterhauswahl 1818 wurde er als Abgeordneter für Weobley gewählt, das als rotten borough galt und politisch völlig von seinem Vater kontrolliert wurde. Im House of Commons unterstützte er die Regierung, blieb aber völlig unauffällig und kandidierte 1820 nicht erneut. 
Am 11. Mai 1820 heiratete er Harriet Matilda Robbins, eine Tochter von Thomas Robbins. Sie entstammte keiner adligen Familie, weshalb sein Vater die Ehe als nicht standesgemäß ansah. Deshalb entfremdete sich Thomas zunehmend von seinem konservativen Vater. Er zog mit seiner Frau nach Paris und starb wenige Wochen vor seinem Vater. Da seine Ehe kinderlos geblieben war, erbte sein Bruder Henry die Titel seines Vaters. Seine Witwe heiratete in zweiter Ehe den italienischen Grafen Inghirami und starb 1873 in Florenz.